# Arp Schnitgermonument
Het Arp Schnitgermonument is een beeld van kunstenaar Wladimir de Vries (1917-2001). Het staat in de Nederlandse plaats Uithuizen.

## Beschrijving
De Placid Oil Company Ltd had toestemming gekregen om een gasbehandelingsstation te bouwen in de Uithuizerpolder en bood als dank aan de toenmalige gemeente Uithuizen een kunstwerk aan. Het werd gemaakt door de Groninger beeldhouwer Wladimir de Vries. Het was het laatste grote bronzen beeld van De Vries.
Het monument, een engel die twee orgelpijpen vasthoudt, is een eerbetoon aan orgelbouwer Arp Schnitger. Op de voet van het beeld staat "Arp Schnitger 1648 1719". Het beeld werd geplaatst aan het Arp Schnitgerhof, bij de hoek van de Geraldadrift en de J F Kennedylaan. Na de onthulling van het beeld op 28 oktober 1976, in aanwezigheid van onder anderen burgemeester Gerrit Huitsing, werd door organist en Schnitger-kenner Cor Edskes een concert voor genodigden gegeven op het Schnitgerorgel in de Jacobikerk.
Het beeld was niet geheel onomstreden: In een reactie op het beeld in het Nieuwsblad van het Noorden werden de orgelpijpen beschreven als "twee blakerpijpen van het gasbehandelingsstation".

## Fotogalerij

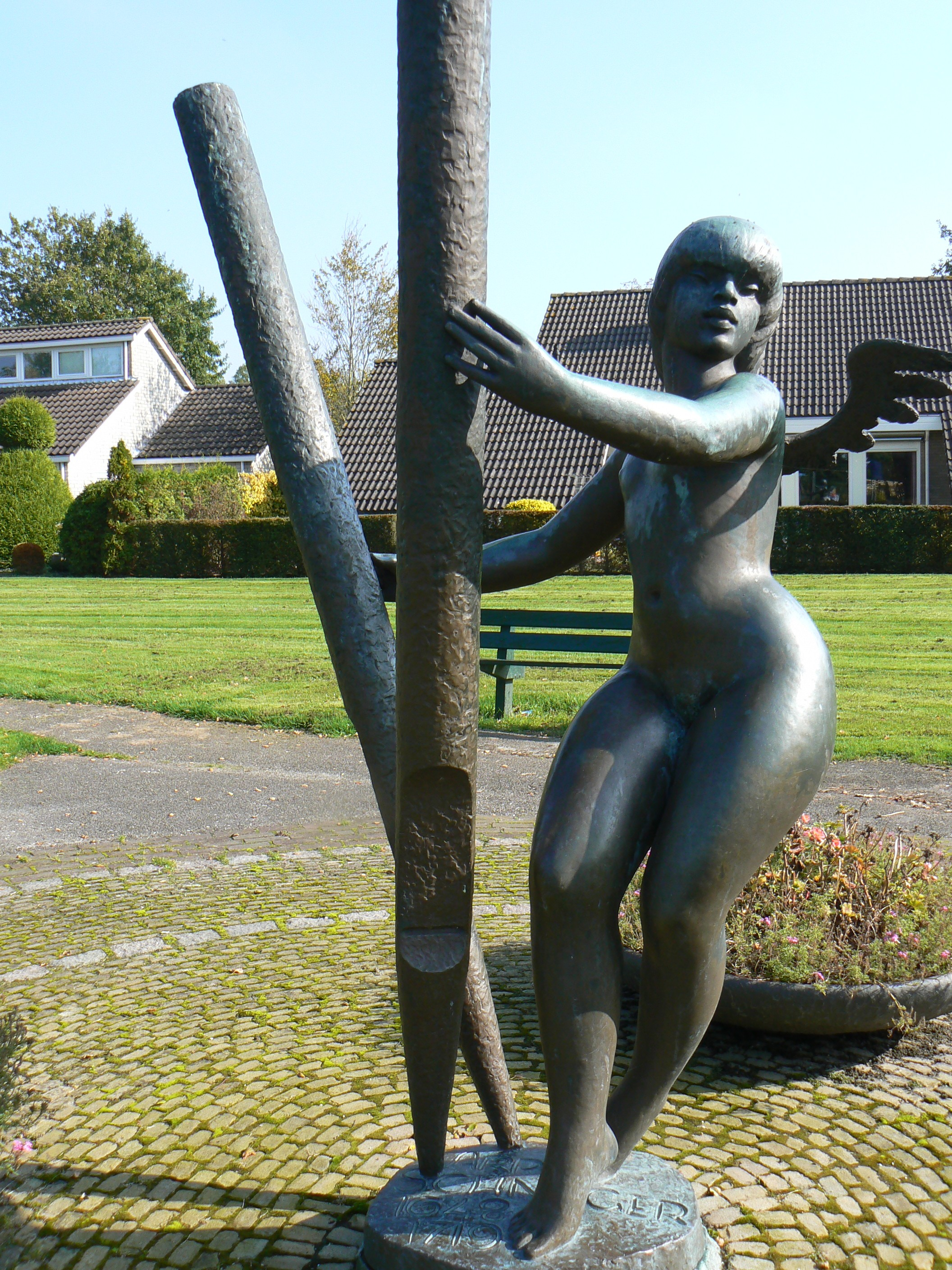
beeld, met Arp Schnitzgerhof op de achtergrond
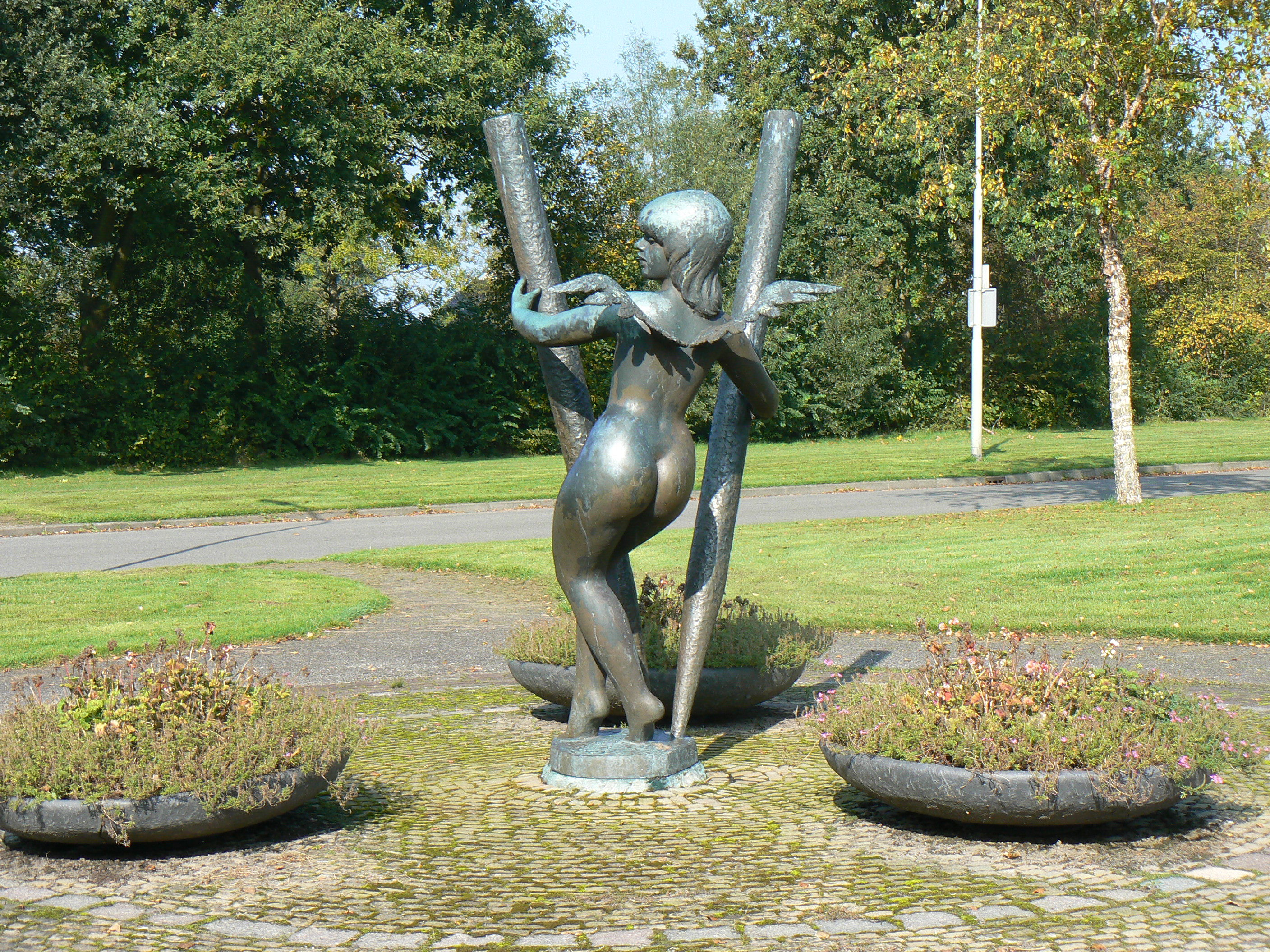
beeld, met op de achtergrond de Geraldadrift
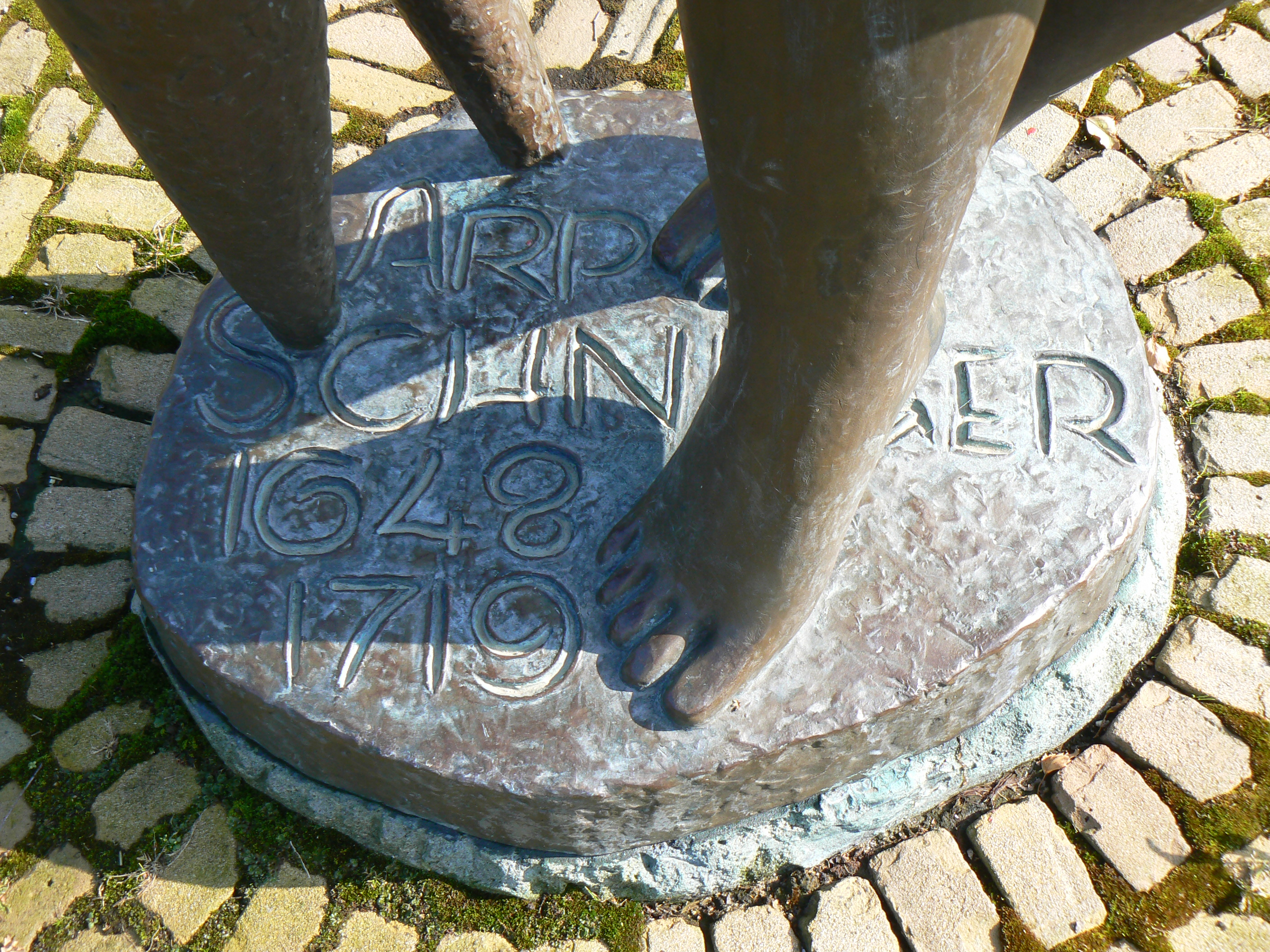
voetstuk met inscriptie